# Valonský šíp 2023
87. ročník jednodenního cyklistického závodu Valonský šíp se konal 19. dubna 2023 ve valonské provincii Lutych v Belgii. Vítězem se stal Slovinec Tadej Pogačar z týmu UAE Team Emirates. Na druhém a třetím místě se umístili Dán Mattias Skjelmose Jensen (Trek–Segafredo) a Španěl Mikel Landa (Team Bahrain Victorious). Závod byl součástí UCI World Tour 2023 na úrovni 1.UWT a byl osmnáctým závodem tohoto seriálu.

## Týmy
Závodu se zúčastnilo všech 18 UCI WorldTeamů a 7 UCI ProTeamů. Týmy Israel–Premier Tech, Lotto–Dstny a Team TotalEnergies dostaly automatické pozvánky jako 3 nejlepší UCI ProTeamy sezóny 2022, další 4 UCI ProTeamy (Bingoal WB, Burgos BH, Equipo Kern Pharma a Uno-X Pro Cycling Team) pak byly vybrány organizátory závodu, Amaury Sport Organisation. Všechny týmy přijely na start se sedmi jezdci. 2 závodníci neodstartovali, celkem se tak na start postavilo 173 závodníků. Do cíle na Mur de Huy dojelo 147 z nich.
UCI WorldTeamy
- AG2R Citroën Team
- Alpecin–Deceuninck
- Arkéa–Samsic
- Astana Qazaqstan Team
- Bora–Hansgrohe
- Cofidis
- EF Education–EasyPost
- Groupama–FDJ
- Ineos Grenadiers
- Intermarché–Circus–Wanty
- Movistar Team
- Soudal–Quick-Step
- Team Bahrain Victorious
- Team DSM
- Team Jayco–AlUla
- Team Jumbo–Visma
- Trek–Segafredo
- UAE Team Emirates

UCI ProTeamy
- Bingoal WB
- Burgos BH
- Equipo Kern Pharma
- Israel–Premier Tech
- Lotto–Dstny
- Team TotalEnergies
- Uno-X Pro Cycling Team

## Výsledky
| Pořadí | Jezdec                         | Tým                     | Čas        |
| ------ | ------------------------------ | ----------------------- | ---------- |
| 1      | Tadej Pogačar (SLO)            | UAE Team Emirates       | 4h 27' 53" |
| 2      | Mattias Skjelmose Jensen (DEN) | Trek–Segafredo          | + 0"       |
| 3      | Mikel Landa (ESP)              | Team Bahrain Victorious | + 0"       |
| 4      | Michael Woods (CAN)            | Israel–Premier Tech     | + 3"       |
| 5      | Giulio Ciccone (ITA)           | Trek–Segafredo          | + 3"       |
| 6      | Victor Lafay (FRA)             | Cofidis                 | + 3"       |
| 7      | Tiesj Benoot (BEL)             | Team Jumbo–Visma        | + 3"       |
| 8      | Maxim Van Gils (BEL)           | Lotto–Dstny             | + 3"       |
| 9      | Romain Bardet (FRA)            | Team DSM                | + 3"       |
| 10     | Warren Barguil (FRA)           | Arkéa–Samsic            | + 3"       |